# サウリウス・ミコリウナス
サウリウス・ミコリウナス（リトアニア語: Saulius Mikoliūnas, 1984年5月2日 - ）は、リトアニアの元プロサッカー選手。元リトアニア代表。現役時代のポジションはディフェンダー（サイドバック）、ミッドフィールダー（サイドハーフ）。

## 経歴

### クラブ

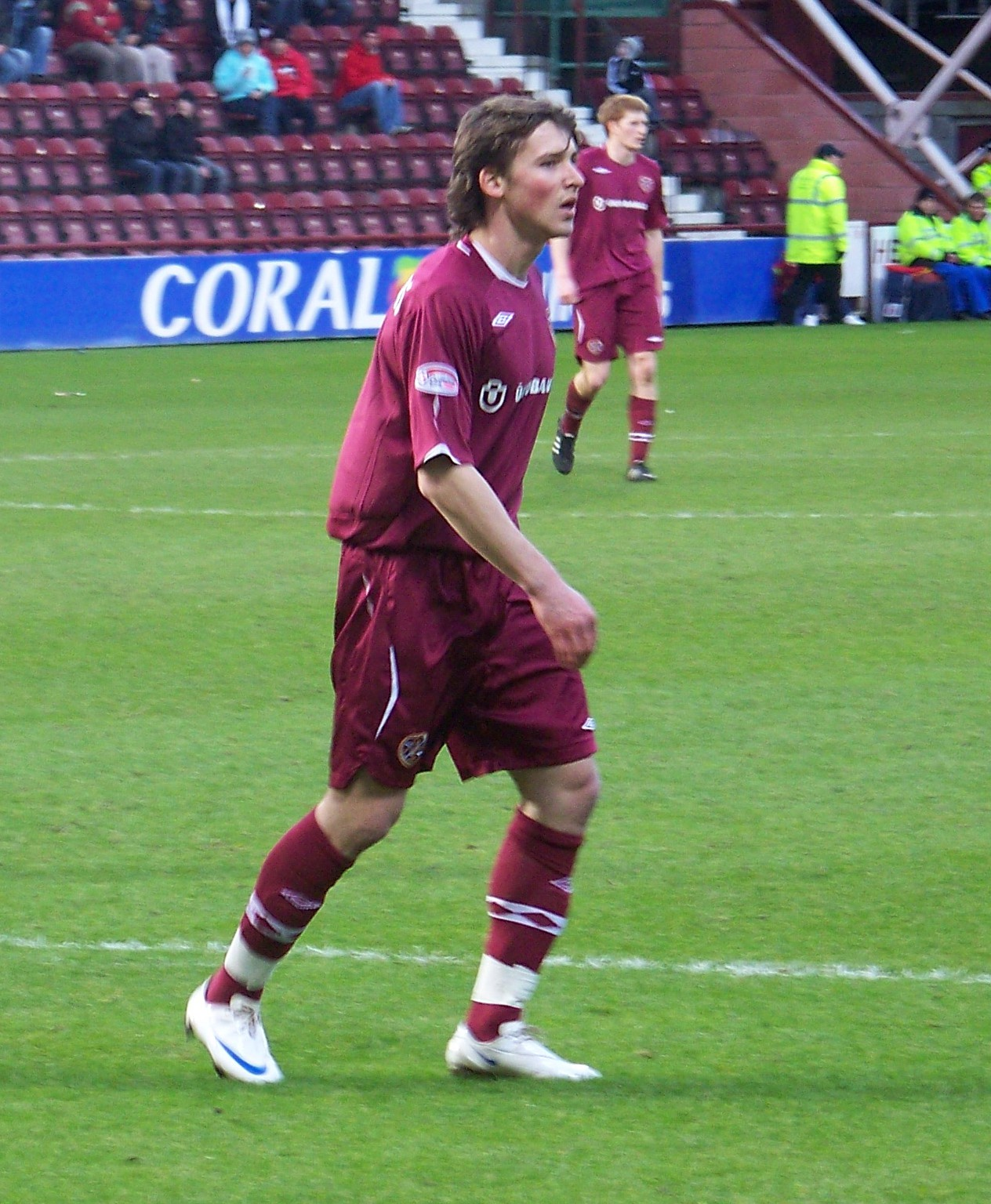
ハーツでのミコリウナス（2009年）

母国リトアニアのクラブを経て、2005年にスコットランドに渡り、ハーツで主力として活躍した。2006年12月26日、タインカッスル・スタジアムで迎えたエディンバラのライバルクラブであるハイバーニアン戦に勝利し、多くの評論家を黙らせた。2008年12月2日、ミコリウナスは4シーズン在籍したエディンバラのクラブを去り、新たな挑戦をすると発表した。2009年4月27日、リトアニアの同胞であるデイヴィダス・チェスナウスキスとともにハーツを退団することが確認された。
翌月、夏の移籍市場でスウォンジー・シティとフリーで契約する予定であったが、スウォンジーのロベルト・マルティネス監督がウィガン・アスレティック移ったため、この移籍は実現しなかった。
結局、ウクライナのアルセナル・キエフに3年契約で加入した。
2013年1月、FCセヴァストポリに移籍した。
2014年8月、FCシャフティオール・ソリゴルスクに移籍した。
2015年12月、FKジャルギリスに加入することが発表された。
2019年5月9日、UEFA B級指導者ライセンスを取得した。
2023年10月、現役引退を表明し、11月12日のシーズン最終戦をもってユニフォームを脱いだ。

### 代表
2004年にリトアニア代表デビューを果たし、代表初ゴールは2007年のジョージア戦であった。翌年、ルーマニア戦で2ゴール目を記録している。
2020年9月4日、UEFAネーションズリーグのカザフスタン戦に出場し、代表通算85試合目となり、アンドリュス・スケルラが保持していた記録を更新し、リトアニア代表の最多出場選手となった。2022年9月25日、UEFAネーションズリーグのルクセンブルク戦で、リトアニア代表として初の100キャップに到達した。

## 個人成績

### 代表
| リトアニア代表 | 国際Aマッチ | 国際Aマッチ |
| 年             | 出場        | 得点        |
| -------------- | ----------- | ----------- |
| 2004           | 6           | 0           |
| 2005           | 7           | 0           |
| 2006           | 4           | 0           |
| 2007           | 6           | 1           |
| 2008           | 8           | 1           |
| 2009           | 6           | 0           |
| 2010           | 5           | 0           |
| 2011           | 7           | 1           |
| 2012           | 6           | 0           |
| 2013           | 9           | 1           |
| 2014           | 7           | 1           |
| 2015           | 2           | 0           |
| 2016           | 2           | 0           |
| 2017           | 0           | 0           |
| 2018           | 0           | 0           |
| 2019           | 9           | 0           |
| 2020           | 6           | 0           |
| 2021           | 6           | 0           |
| 2022           | 5           | 0           |
| 通算           | 101         | 5           |

#### ゴール
| #  | 年月日         | 開催地                                            | 対戦国     | 勝敗 | 試合概要                                         |
| -- | -------------- | ------------------------------------------------- | ---------- | ---- | ------------------------------------------------ |
| 1. | 2007年6月2日   | Darius and Girėnas Stadium（ リトアニア）         | ジョージア | ○1-0 | UEFA EURO 2008予選                               |
| 2. | 2008年9月6日   | Stadionul Dr. Constantin Rădulescu（ ルーマニア） | ルーマニア | ○3-0 | 2010 FIFAワールドカップ・ヨーロッパ予選          |
| 3. | 2011年3月25日  | Darius and Girėnas Stadium                        | ポーランド | ○2-0 | 親善試合                                         |
| 4. | 2013年10月11日 | LFFスタディオナス（ リトアニア）                  | ラトビア   | ○2-0 | 2014 FIFAワールドカップ・ヨーロッパ予選グループG |
| 5. | 2014年10月9日  | LFFスタディオナス（ リトアニア）                  | エストニア | ○1-0 | UEFA EURO 2016予選・グループE                    |

## タイトル
FBKカウナス
- Aリーガ（2004）
- LFFタウレー（2004）
- LFFスペルタウレー（2004）

ハート・オブ・ミドロシアンFC
- スコティッシュカップ（2005-06）

FKジャルギリス
- Aリーガ（2016、2020、2021、2022）
- LFFタウレー（2016、2018、2021、2022）
- LFFスペルタウレー（2016、2017、2020、2023）